# 陳慶鏞
陳慶鏞（1795年—1858年9月9日），字乾翔，一字頌南，福建泉州府晉江縣人，清朝政治人物。

## 生平
乾隆六十年（1795年）生，少時從陳壽祺受業於清源書院，後又出阮元之門。道光二年（1822年）舉人，道光十二年（1832年）進士，選為翰林院庶吉士，歷官戶部主事、員外郎，官至御史。道光二十三年（1843年）上奏《申明弄赏疏》，极力反对起用在鸦片战争中丧权辱国而被革职的大臣琦善、奕山等人。與朱琦、蘇廷魁並稱為天下三大鯁直御史。道光二十六年（1846年），辭官南归，从事著述。
咸丰初年，补江西监察御史，再调陕西。太平軍起，陈庆镛以在职御史奉诏回原籍办理团练，在泉州西街建立团练总局。咸豐三年（1853年）七月，奏陳福建各地受太平軍、小刀會、土匪攻打情形：「福建下游賊匪，始由海澄發難，所至地方，文武逃遁，致賊得以佔據空城。其賊船攻犯廈門，由官兵之素預小刀會者與為內應；同安縣知縣李湘洲有走匿情事，現在同安西界多半從賊。廈門為全省精華，急須選擇紳士召募馬巷義民三四千人，一從劉五店徑渡五通，一從同安前往官潯，到處設法解散。即以紳耆為嚮導，並知會水師兵船駛入廈港，賊必聞風逃回。海澄各處，仍令紳士勸諭，使之互相疑忌，自當迎刃而解。其上游賊匪大都起於邵武、建陽、順昌、崇安、將樂、沙縣等處，其賊匪有衣扣、髮辮各暗號，並有燒紙、坐檯、大小會及鐵板令、草鞵令、過江龍各名目。其汀州之江湖會匪亦略如坐檯之會，聞有著名會目廖彥如充當縣役等事。其在邵武入會者，與江西寧都賊眾嘯聚於長汀、瑞金交界之黃竹嶺地方，尤虞勾結」，上諭：「閩省以臺灣為膏腴，廈港為門戶，延、建則地據上游，為省垣之屏蔽，處處皆關緊要，必應及早殲除。前有旨，令有鳳馳往福州署理總督篆務，此時如已抵閩，即著王懿德與有鳳按照該御史所奏，查明各地方滋事情形，應如何解散賊黨、掩捕賊踪，迅速妥辦」。。
五年（1855年）鎮壓叛亂，逮捕邱二娘，邱二娘受嚴刑拷打，後在泉州南校場處，遭裸身凌迟處死。咸丰七年，夹攻林俊起义军，瓦解部众。咸豐八年（1858年）逝于泉州团练公所。著有《籀經堂集》、《三家詩考》、《說文釋》等書。

## 延伸阅读
[在维基数据编辑]
 《清史稿/卷378》，出自趙爾巽《清史稿》